# Sphaerotheciella
Sphaerotheciella là một chi rêu trong họ Cryphaeaceae.